# Антонян, Нарине Корюновна
Нарине Корюновна Антонян (арм. Նարինե Անտոնյան; род. 22 января 1961, Ереван, Армянская ССР) — советская и армянская спортсменка, игрок в настольный теннис, четырёхкратная чемпионка СССР в парном (1981, 1983, 1984) и смешанном парном (1985) разряде, четырёхкратная чемпионка Европы в парном разряде (1980, 1984) и командных соревнованиях (1980, 1984), призёр соревнований «Дружба-84» в парном разряде (1984). Мастер спорта СССР международного класса (1979).

## Биография
Нарине Антонян научил играть в настольный теннис её отец, когда ей было 6 лет. В возрасте 7 лет она начала тренироваться под руководством Рафаела Арутюняна.  В 1976—1978 годах, участвуя в юниорских соревнованиях, она 7 раз становилась чемпионкой Европы в различных разрядах и возрастных категориях.
В 1978 году на чемпионате Европы в Дуйсбурге дебютировала в национальной сборной СССР и завоевала бронзовую медаль в парном разряде. В дальнейшем успехи Нарине Антонян были связаны прежде всего с выступлениями в парном разряде со своей постоянной партнёршей Валентиной Поповой. Антонян и Попова трижды выигрывали чемпионат СССР и дважды становились чемпионками Европы, вошли в число призёров соревнований «Дружба-84» в парном разряде. В 1980 и 1984 годах в составе сборной СССР они также побеждали на чемпионатах Европы в командных соревнованиях.
В 1983 году Нарине Антонян окончила Армянский государственный институт физической культуры. В 1986 году в связи с рождением детей на длительное время прервала свою спортивную карьеру. В 1993 году в составе сборной Армении участвовала в чемпионате мира в Гётеборге. В дальнейшем переехала в Германию и стала выступать за клуб из города Хаген.

## Семья
- Антонян, Эльмира Корюновна (р. 1955) — сестра, советский игрок в настольный теннис, двукратная чемпионка Европы в командных соревнованиях (1974, 1976), двукратный призёр чемпионата мира в парном (1975) и смешанном парном разряде (1975).